# Уго Борис
Уго Борис (род. 1979, Париж) — французский писатель

## Биография
Окончил Высшую школу кино имени Луи Люмьера École de cinéma Louis-Lumière в Париже.
В 2003, благодаря новелле «N’oublie pas de montrer ma tête au peuple», опубликованной в Mercure de France (литературный журнал, издающийся в Париже с 1672) и получившей prix du jeune écrivain (премию молодых писателей), становится узнаваемым.
В 2005 издательство Belfond публикует его первый роман «Le Baiser dans la nuque», в котором рассказывается история знакомства учителя фортепиано и акушерки с прогрессирующим нарушением слуха. Роман завоевал множество премий и получил успех среди литературных критиков и читателей.
«La Délégation norvégienne» — детективный роман, опубликованный в 2007 году, в котором сохраняется интрига до самого конца: убийца — сам читатель. Уникальность произведения в том, что развязка кроется в последних неразрезанныx страницах. Читателю предлагается вооружиться канцелярским ножом и разрезать их, тем самым совершить «литературное убийство». Второй роман Уго был также удостоен премий.
В 2010 опубликован роман «Je n’ai pas dansé depuis longtemps», рассказывающий о путешествии советского космонавта в невесомости на протяжении более четырехсот дней. Роман получил премию Amerigo-Vespucci.
«Trois grands Fauves» — роман, вышедший в 2013 году являлся финалистом премии стиля (Prix du Style) и получил премию Thyde Monnie. Журнал Le Point включил «Trois grands Fauves» в список 25 лучших книг года.
Издательство Grasset публикует в 2016 году роман «Police» (Полиция), переведенный на несколько языков, включая русский. Экранизация романа вышла в 2020 году (в российском прокате фильма получил название «Ночной конвой»).
Огромное влияние на творчество Уго Бориса оказали Ги де Мопассан и Мишель Турнье.
Уго Борис также снял десяток короткометражных фильмов и работал ассистентом режиссера над несколькими документальными.

## Творчество
- Le Baiser dans la nuque, Paris, éd. Belfond, 2005, (ISBN 2-7144-4193-9), Paris, éd. Pocket, 2007, (ISBN 978-2-266-22153-5).
- La Délégation norvégienne, Paris, éd. Belfond, 2007 (ISBN 978-2-7144-4249-9), Paris, éd. Pocket, 2009 (ISBN 978-2-266-18144-0).
- Je n’ai pas dansé depuis longtemps, Paris, éd. Belfond, 2010 (ISBN 978-2-7144-4513-1), Paris, éd. Pocket, 2011 (ISBN 978-2-266-20865-9).
- Trois Grands Fauves, Paris, éd. Belfond, 2013 (ISBN 978-2714454447).
- Полиция. — М.: АСТ, 2017. — ISBN 978-5-17-102110-8.

## Премии и номинации
- 2003 : prix du jeune écrivain pour la nouvelle N’oublie pas de montrer ma tête au peuple.
- 2006 : prix Emmanuel-Roblès pour Le Baiser dans la nuque.
- 2008 : prix littéraire des Hebdos en Région pour La Délégation norvégienne3.
- 2010 : prix Amerigo-Vespucci pour Je n’ai pas dansé depuis longtemps.
- 2013 :
  - sélection finale du Prix du roman Fnac pour Trois grands fauve
  - prix Thyde Monnier de la Société des gens de lettres pour Trois grands fauves
- 2016 :
  - prix Eugène-Dabit du roman populiste pour Police.
  - sélection du Prix Patrimoines7 pour Police.
- 2018 :
  - prix littéraire des lycéens et apprentis de la région PACA pour Police.
  - sélection du prix SNCF du Polar pour Police.